# Ernie Bushmiller
Ernest Paul Bushmiller, Jr. (Bronx, Nueva York, 23 de agosto de 1905 - Bronx, Nueva York, 15 de agosto de 1982), llamado Ernie, fue un dibujante y guionista de historieta estadounidense más conocido por crear la tira de prensa Nancy en 1933, la cual se ha publicado de manera continua por más de noventa años.

## Historia

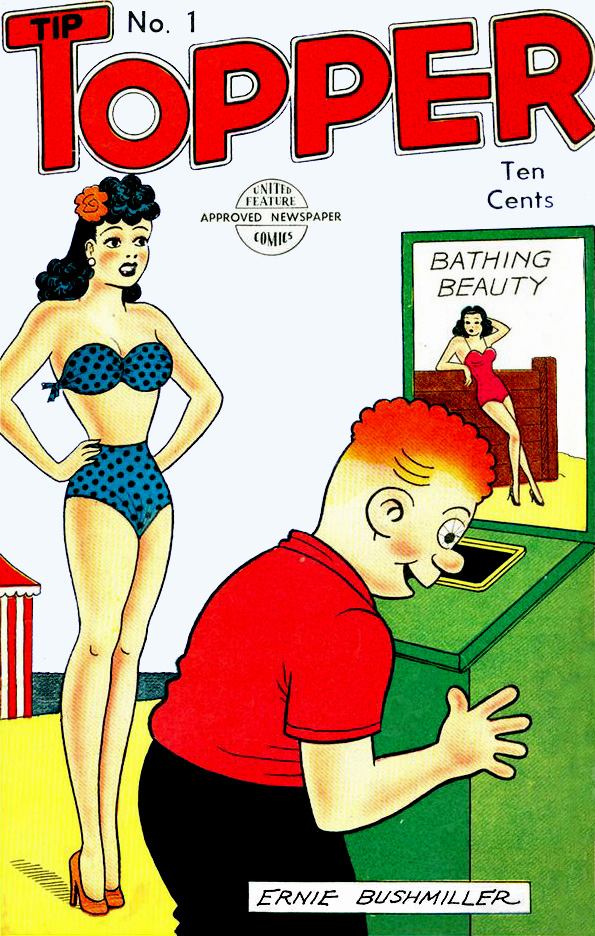
Portada de Tip Topper #1 dibujada por Bushmiller en 1949.

Ernie Bushmiller nació en 1905 en el Bronx, parte de una familia humilde de inmigrantes. A los catorce años abandonó sus estudios secundarios y obtuvo su primer trabajo, como aprendiz en el periódico New York World al mismo tiempo que  tomaba clases vespertinas en la Academia Nacional de Diseño de Estados Unidos, pero dejó rápidamente la academia porque sentía que «no podía dibujar».
En 1925, el humorista gráfico Larry Whittington, creador de la tira de prensa Fritzi Ritz, comenzó a producir una nueva historieta, llamada Mazie the Model, y entonces se le ofreció a Bushmiller la continuidad de la tira Fritzi Ritz, con la condición de que su nombre no apareciera oficialmente hasta mayo de 1926.
En 1930, Bushmiller se casó con Abby Bohnet, con la que no tuvo descendencia. Poco después, Bushmiller entró en el mundo del cine escribiendo gags para la película Movie Crazy, dirigida por Clyde Buckman y protagonizada por Harold Lloyd, estrenada en 1932.
En 1932, comenzó la tira Phil Fumble, que mantuvo hasta el año 1938.
En 1933, introdujo en la tira al personaje de Nancy, que tuvo mucha aceptación, y en 1938 daría a la serie su nombre definitivo.

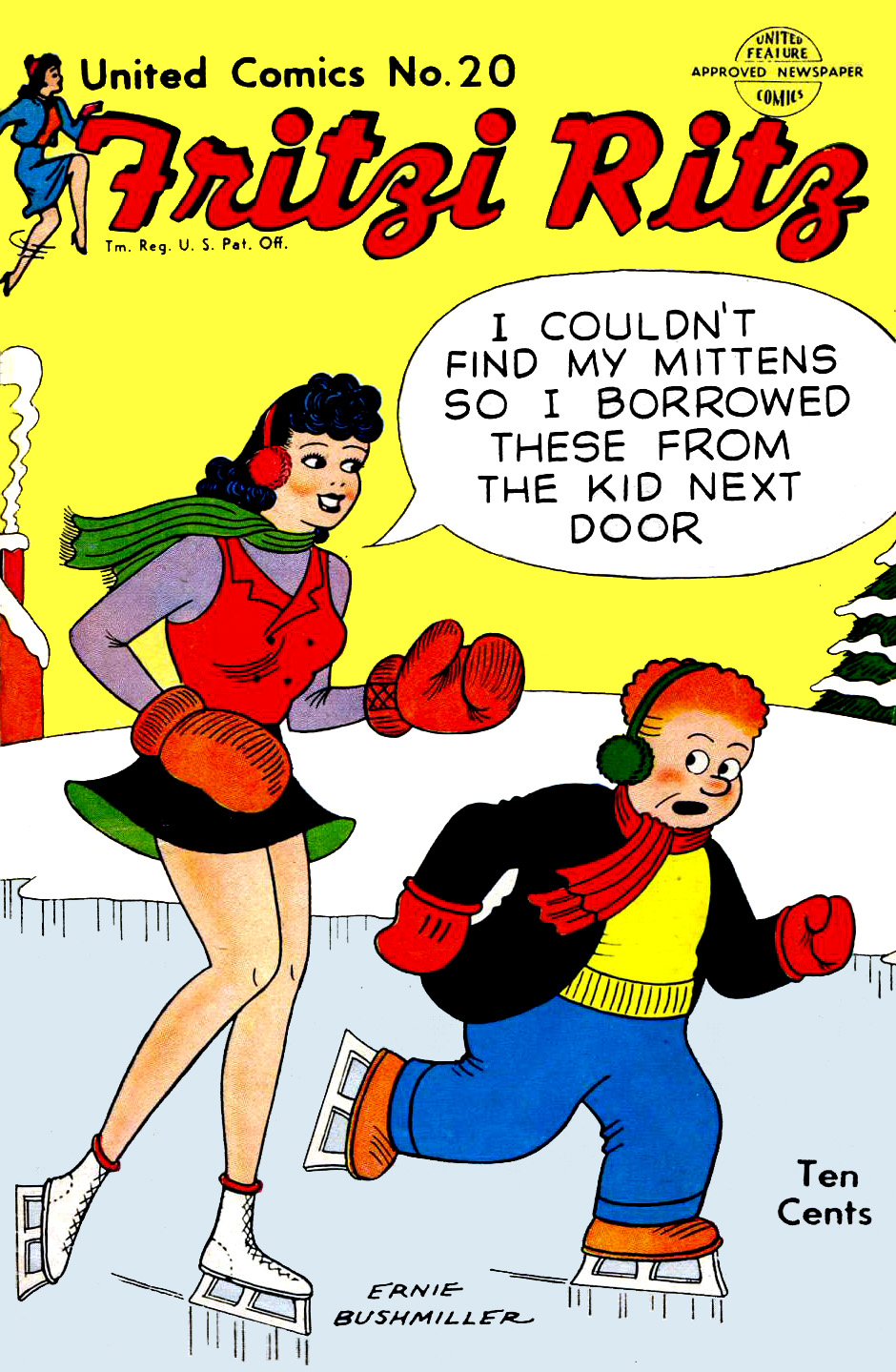
Portada del #20 de United Comics (enero de 1952) dibujada por Bushmiller.

Bushmiller fue uno de los fundadores de The National Cartoonists Society (Sociedad Nacional de Historietistas).
En 1979, le diagnosticaron el mal de Parkinson, y continuó con Nancy con la ayuda de dos asistentes, Will Johnson y Al Plastino.
En agosto de 1982, murió de un ataque al corazón.

## Homenajes
Andy Warhol hizo en 1961 una pintura basada en Nancy; este artista y el poeta Joe Brainard hicieron numerosos trabajos basados también en ella; y muchos dibujantes, como Art Spiegelman y Bill Griffith han producido obras inspirados directamente en el dibujo de Bushmiller.[cita requerida]
En The American Heritage Dictionary of the English Language, se emplea una tira de Nancy para ilustrar la entrada dedicada a las historietas.[cita requerida]

## Distinciones y premios recibidos
- Comic Strip Award.[cita requerida]
- 1976. Reuben Award por Nancy.
- Placa conmemorativa en el Bronx.